# La Chasse au sucre
 (février 2023).
Si vous disposez d'ouvrages ou d'articles de référence ou si vous connaissez des sites web de qualité traitant du thème abordé ici, merci de compléter l'article en donnant les références utiles à sa vérifiabilité et en les liant à la section « Notes et références ».
La Chasse au sucre (France) ou La Méthode Marge-tignac (Québec) (Sweets and Sour Marge) est le 8e épisode de la saison 13 de la série télévisée d'animation Les Simpson.

## Synopsis
En allant à la bibliothèque, Homer trouve le livre Duff des records. Après les avoir tous consultés il décide, sur les conseils de Bart, d'en établir un. Mais les modérateurs du livre des records lui annoncent que désormais, pour rentrer dans le livre des records, il faut accomplir un exploit collectif. Homer réunit alors tous les habitants de Springfield pour faire la plus grande pyramide humaine du monde. Mais par la faute de Jimbo et Kurney, la pyramide s'écroule, laissant place à une gigantesque boule humaine qui se retrouvera sur un peseur de camion. Les modérateurs les ayant suivis constatent que les habitants de Springfield sont les plus gros du monde. Marge découvre que tous les produits du magasin sont faits par une compagnie de sucre. Elle veut arrêter la « malbouffe » et lève une pétition pour bannir le sucre, et y parvient. Homer rentre alors dans l'illégalité pour en acheter...